# Тимо Вернер
Тимо Сван Вернер (на немски: Timo Swan Werner) е германски футболист, нападател, който играе за РБ Лайпциг.

## Кариера

### Щутгарт
Тимо Вернер прави дебюта си за Щутгарт на 1 август 2013 г. в 3 квалификационен кръг на Лига Европа 2013/14 срещу Ботев Пловдив. Вернер е на 17 години, 4 месеца и 25 дни, и става най-младият играч с официален мач в историята на Щутгарт.
Първата му поява в Бундеслигата е на 17 август 2013 г. срещу Байер Леверкузен. На 22 септември 2013 г. Вернер вкарва първия си гол за Щутгарт срещу Айнтрахт (Франкфурт).
На 18-годишния си рожден ден Тимо Вернер подписва професионален договор до юни 2018 г. с Щутгарт. В течение на времето, Вернер става най-младият играч с 50 участия в историята на Бундеслигата.
През май 2016 г. Щутгарт изпада от Бундеслигата, а Тимо Вернер се присъединява към новака РБ Лайпциг.

### РБ Лайпциг
На 11 юни 2016 г. Вернер подписва четиригодишен договор с РБ Лайпциг. Сумата по трансфера е €10 млн., което го прави най-скъпият трансфер в историята на клуба.
На 26 септември 2016 г. Тимо Вернер става най-младият играч със 100 мача в Бундеслигата, когато се появява срещу Кьолн на 20 години и 203 дни.
Вернер завършва сезон 2016/17 с 21 гола. Неговите точни удари помагат на РБ Лайпциг да се класира за Шампионската лига за първи път в историята на клуба.

## Национален отбор
Повикан е в националния отбор на Германия през 2017 г. от Йоахим Льов за приятелските мачове с Англия и Азербайджан на 22 и 26 март, част от подготовката за квалификациите за Мондиал 2018.
На 17 май 2017 г. Тимо Вернер е повикан в националния отбор за Купа на конфедерациите 2017, която се провежда в Русия. Той влиза като резерва на мястото на Сандро Вагнер срещу Австралия,. Впоследствие отбелезва първите си два гола, след като започва титуляр в последния мач на Германия от групата срещу Камерун. В полуфинала с Мексико (4:1) отбелязва третия гол за Германия. На 2 юли 2017 г. Вернер асистира на Ларс Щиндъл във финала срещу Чили. С 3 гола и 2 асистенции Тимо Вернер получава Златната обувка на турнира.

## Отличия

### Клубни
Челси
- Шампионска лига: 2021

Тотнъм Хотспър
- Лига Европа: 2025

### Международни
Германия
- Купа на конфедерациите: 2017

### Индивидуални
- Медал Фриц Валтер 2013 злато (Категория U17)
- Медал Фриц Валтер 2015 сребро (Категория U19)
- Купа на конфедерациите златна обувка: 2017